# Istituto per nobili fanciulle
Istituto per nobili fanciulle (in russo Институт благородных девиц?) era un convitto per educande dell'Impero russo. 
Fu ideato da Ivan Ivanovič Beckoj come un istituto esclusivamente femminile per ragazze di nobili origini.
Il primo e più famoso fu l'Istituto Smol'nyj di San Pietroburgo, fondato il 5 maggio 1764; altri istituti furono aperti a:
- Mosca nel 1803: la Scuola dell'Ordine di Santa Caterina
- Charkiv nel 1812
- Kiev nel 1838
- Białystok il 1º novembre 1841, in un ex palazzo dello Zar
- Kazan' nel 1841: l'Istituto Rodionovskij
- Irkutsk il 1º luglio 1845
- Saratov nel 1857

## Alcuni dei palazzi ove avevano sede gli Istituti per nobili fanciulle

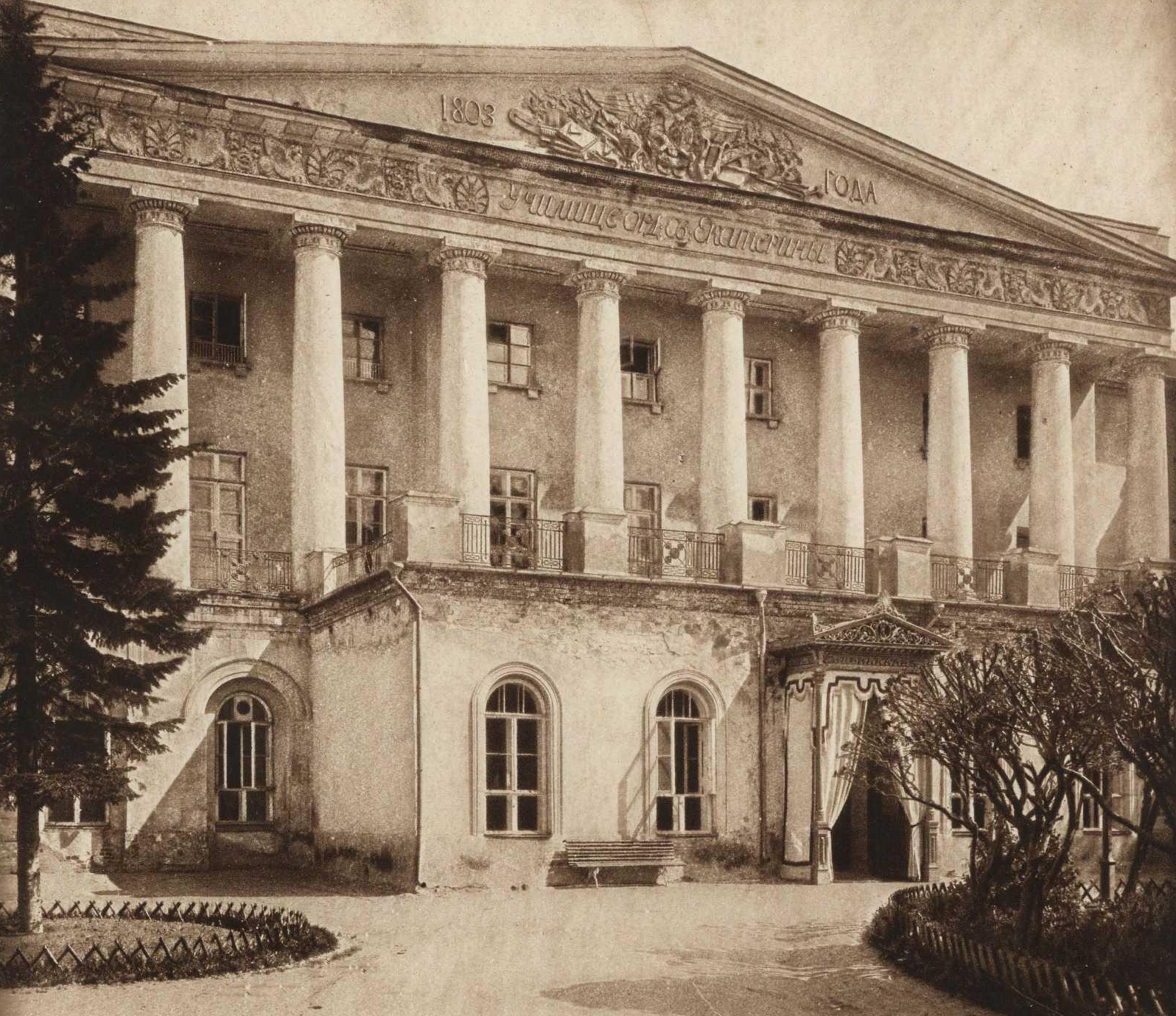
Scuola dell'Ordine di Santa Caterina di Mosca, 1912.
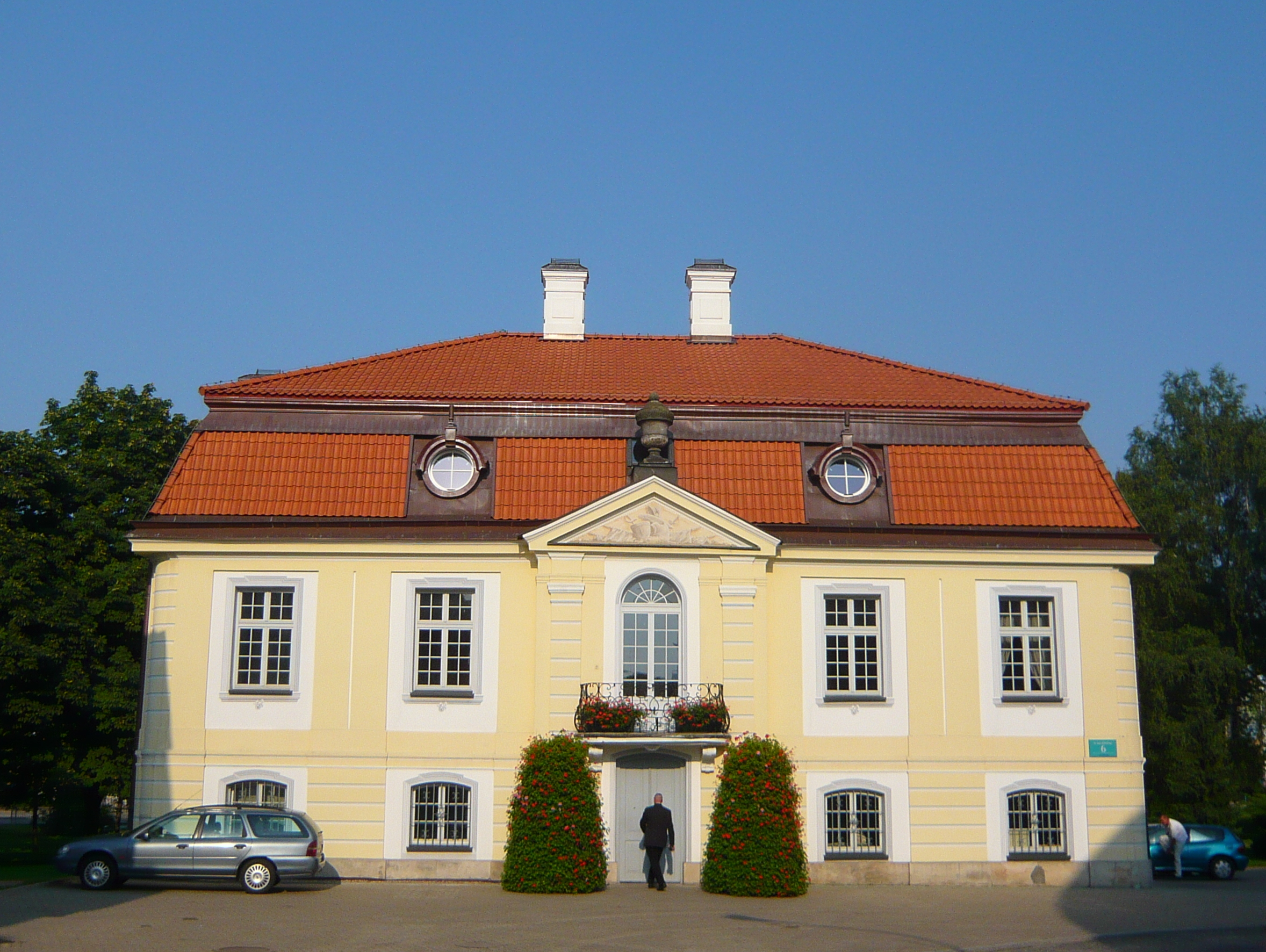
Scuola per fanciulle nobili di Białystok.
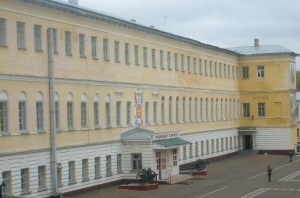
Istituto Rodionovskij per fanciulle nobili di Kazan'.